# Delfidio Giménez
Delfidio Pablo Giménez (de 25 de enero de 1913, Ciudad de Santa Fe - hasta 19XX) fue un futbolista argentino.

## Trayectoria
Comenzó su carrera jugando para el Club Brown en 1930, pasando a Unión al año siguiente, y permaneciendo hasta 1933 y jugando a préstamo en 1932 en el Club Atlético Huracán allí jugó 4 partidos e hizo 3 goles, luego pasó a Newell's Old Boys en 1934 allí jugó 14 partidos e hizo 9 goles. En 1932 mientras jugaba para Unión hizo algo histórico: marcó 32 goles en 16 partidos disputados en la Liga Santafesina de Fútbol.
Continuó su carrera en la Tercera de Ascenso en 1935, en el Club Atlético Los Andes de Lomas de Zamora (Buenos Aires). En 1936 pasó a Colón de Santa Fe, y en 1937 jugó devuelta en Los Andes logrando el ascenso a la Segunda División en 1938 jugó en Los Andes hasta 1941.
En 1932 junto a otros jugadores del Club Unión (Arturo Gómez, Miguel Caffaratti, Alberto Chividini, Nicasio Monzón, Juan Angelini, Agustín Corti y Víctor Lezcano) forman un equipo de baloncesto.

### Clubes
| Club                    | País      | Provincia    | Periodo   | P.J | G  |
| ----------------------- | --------- | ------------ | --------- | --- | -- |
| Almirante Brown         | Argentina | Santa Fe     | 1930      | 14  | 7  |
| Unión                   | Argentina | Santa Fe     | 1931-1933 | 41  | 56 |
| Huracán                 | Argentina | Buenos Aires | 1932      | 4   | 3  |
| Newell's Old Boys       | Argentina | Santa Fe     | 1934-1935 | 14  | 9  |
| Los Andes               | Argentina | Buenos Aires | 1935      |     |    |
| Colón                   | Argentina | Santa Fe     | 1936-37   | 11  | 17 |
| Gimnasia y Esgrima      | Argentina | Santa Fe     | 1937      |     |    |
| Los Andes               | Argentina | Buenos Aires | 1938-1941 |     |    |
| La Paquita              | Argentina | Córdoba      | 1943      |     |    |
| Independiente Balnearta | Argentina | Santa Fe     | 1944      |     |    |
| Unión Española          | Venezuela | Caracas      | 1945      |     |    |

## Goles en Clásicos
| #    | Fecha                    | Competencia                        | Club              | Clásico         | Goles | Resultado |
| ---- | ------------------------ | ---------------------------------- | ----------------- | --------------- | ----- | --------- |
| 1.°  | 3 de mayo de 1931        | Campeonato Oficial Santafesino     | Unión             | Colón           | 1-0   | 2-0       |
| 2.°  | 13 de marzo de 1932      | Amistoso                           | Unión             | Colón           | 6-0   | 6-0       |
| 3.°  | 20 de noviembre de 1932  | Amistoso                           | Unión             | Colón           | 1-0   | 4-3       |
| 4.°  | 20 de noviembre de 1932  | Amistoso                           | Unión             | Colón           | 3–3   | 4-3       |
| 5.°  | 20 de noviembre de 1932  | Amistoso                           | Unión             | Colón           | 4–3   | 4-3       |
| 6.°  | 5 de junio de 1932       | Campeonato Profesional Santafesino | Unión             | Colón           | 2-0   | 2-0       |
| 7.°  | 7 de enero de 1933       | Amistoso                           | Unión             | Colón           | 2-0   | 4-1       |
| 8.°  | 7 de enero de 1933       | Amistoso                           | Unión             | Colón           | 3-0   | 4-1       |
| 9.°  | 25 de junio de 1933      | Campeonato Profesional Santafesino | Unión             | Colón           | 2-0   | 3-2       |
| 10.° | 25 de junio de 1933      | Campeonato Profesional Santafesino | Unión             | Colón           | 3-1   | 3-2       |
| 11.° | 10 de septiembre de 1933 | Campeonato Profesional Santafesino | Unión             | Colón           | 2-2   | 2-3       |
| 12.° | 6 de julio de 1934       | Torneo Molina                      | Newell's Old Boys | Rosario Central | 1-0   | 3-2       |
| 13.° | 6 de julio de 1934       | Torneo Molina                      | Newell's Old Boys | Rosario Central | 2-1   | 3-2       |
| 14.° | 17 de mayo de 1936       | Torneo preparación                 | Colón             | Unión           | 1-0   | 1-0       |
| 15.° | 14 de junio de 1936      | Campeonato Profesional Santafesino | Colón             | Unión           | 3-1   | 3-1       |
| 16.° | 10 de mayo de 1941       | Segunda División                   | Los Andes         | Temperley       | 3-0   | 6-1       |

- 13 goles en el Clásico Santafesino 11 para  Unión y 2 para  Colón
- 2 goles en el Clásico Rosarino 2 para  Newell's Old Boys
- 1 gol en el Clásico Los Andes-Temperley para  Los Andes

## Palmarés
| Título                            | Club              | País      | Año  |
| --------------------------------- | ----------------- | --------- | ---- |
| Liga Santafesina de Futbol        | Unión             | Argentina | 1932 |
| Torneo Gobernador Luciano Molinas | Newell's Old Boys | Argentina | 1934 |
| Torneo Gobernador Luciano Molinas | Newell's Old Boys | Argentina | 1935 |
| Torneo Preparación                | Colón             | Argentina | 1936 |
| Primera C                         | Los Andes         | Argentina | 1938 |